# Dystrykt Ambatomainty
Ambatomainty – dystrykt Madagaskaru z siedzibą w Ambatomainty, wchodzący w skład regionu Melaky.

## Demografia
W 1993 roku dystrykt zamieszkiwało 15 320 osób. W 2011 liczbę jego mieszkańców oszacowano na 27 876.

## Podział administracyjny
W skład dystryktu wchodzą 4 gminy (kaominina):
- Ambatomainty
- Bemarivo
- Marotsialeha
- Sarodrano